# Слепушинское
Слепуши́нское (укр. Сліпушинське) — село в Долматовской сельской общине Скадовского района Херсонской области Украины.
Почтовый индекс — 75660. Телефонный код — 5539. Код КОАТУУ — 6522383903.

## Население
Население по переписи 2001 года составляло 307 человек.

### Языковой состав
Родной язык населения по данным переписи 2001 года:
| Язык       | Численность, чел. | Доля     |
| ---------- | ----------------- | -------- |
| Украинский | 232               | 75,57 %  |
| Армянский  | 56                | 18,24 %  |
| Русский    | 13                | 4,23 %   |
| Другое     | 6                 | 1,96 %   |
| Итого      | 307               | 100,00 % |

## Местный совет
75660, Херсонская обл., Голопристанский р-н, с. Нововладимировка, ул. Ленина